# Wigmore Hall
Le Wigmore Hall est un lieu de récital de renommée internationale, situé 36 Wigmore Street à Londres, spécialisé dans les spectacles de musique de chambre (généralement classique) et le chant.
La salle, d'une capacité de 545 places, programme 400 concerts par an, dont un grand nombre sont diffusés sur BBC Radio 3.

## Histoire
D'abord nommé le Bechstein Hall, le Wigmore Hall est construit entre 1899 et 1901 par C. Bechstein Pianofortefabrik, le fabricant de pianos allemand, dont la salle d'exposition était juste à côté.
Sa conception est due au célèbre architecte britannique Thomas Edward Collcutt, également connu pour la conception de l'Hôtel Savoy et du Palace Theatre.
La Bechstein Company a construit des salles de concert similaires à Saint-Pétersbourg et à Paris, bien que, comme ses bureaux de Londres et ses espaces de spectacle, ceux-ci et l'entreprise dans son ensemble ont souffert pendant la Première Guerre mondiale. Bechstein est contraint de cesser ses activités commerciales en Grande-Bretagne le 5 juin 1916 après l'adoption du « Trading with the Enemy Amendment Act 1916 » et tous les biens, y compris la salle de concert et les salles d'exposition, sont saisis et fermés. En 1916, le Hall est vendu comme propriété étrangère aux enchères à Debenhams pour 56 500 £, un montant inférieur au coût de 100 000 £ du bâtiment seul. Il est ensuite rebaptisé Wigmore Hall et ouvert sous ce nouveau nom en 1917.

## Architecture

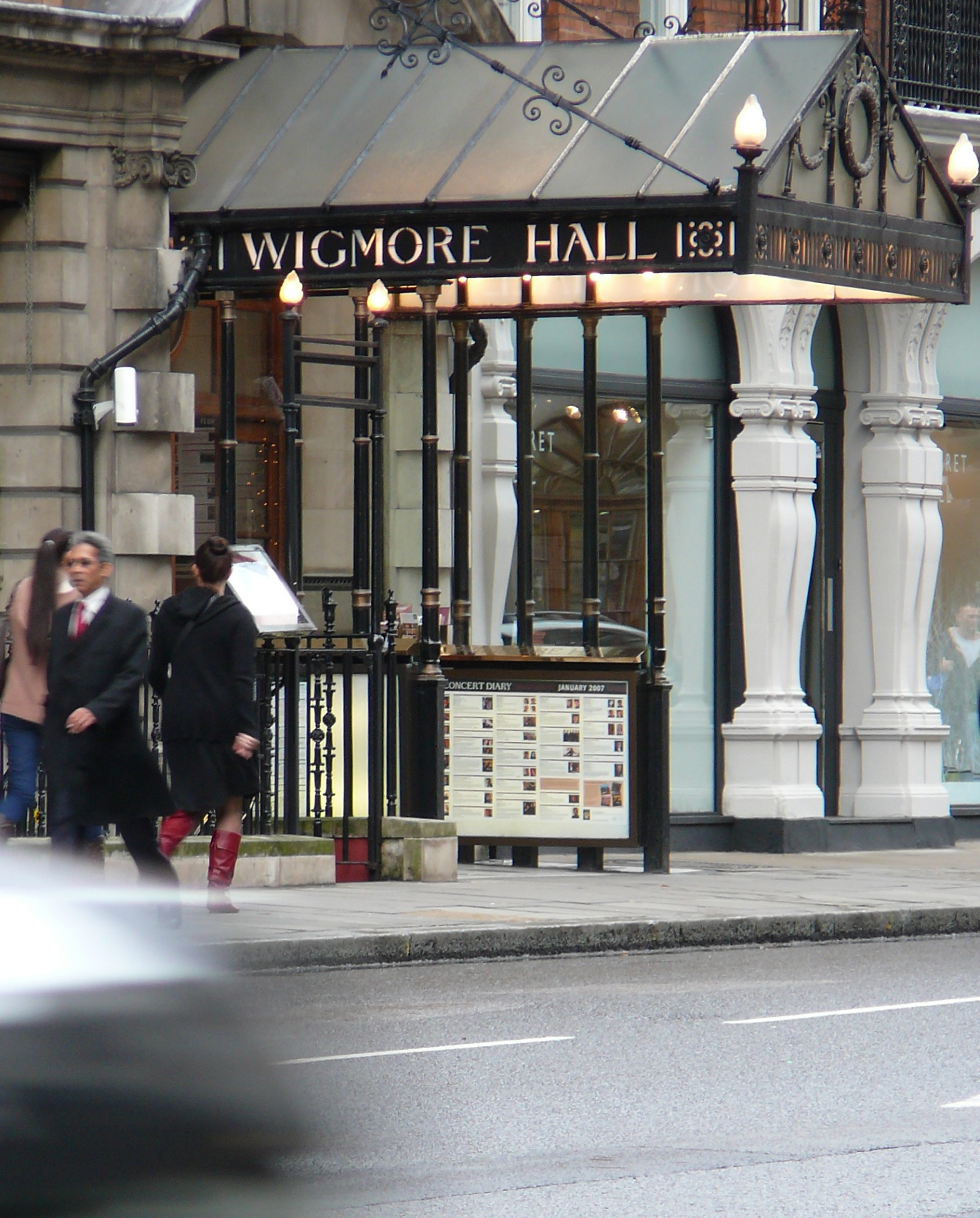
Le hall d'entrée.

Le bâtiment est construit dans un style Renaissance, à l'aide d'albâtres et des murs de marbre, qui fournissent une salle rectangulaire plate avec un petit coin de scène surélevée d'une coupole représentant l'âme de la musique.
La peinture murale distinctive est conçue par Gerald Moira (en), qui est responsable d'un certain nombre d'œuvres d'art public contemporain. Il devient, plus tard, le directeur du Edinburgh College of Art. Après l'achèvement de la conception, la coupole est réalisée par le sculpteur Frank Lynn Jenkins. Il est restauré en 1991 et 1992 et est présenté en photo dans les publications publicitaires de la salle.
La salle est considérée comme ayant l'une des meilleures acoustiques pour la musique classique en Europe. Il est rénové en 2004. La capacité actuelle de la salle, avec un balcon plus petit, est de 545 sièges. En 2005, le Wigmore Hall Trust prend un bail d'une durée de 300 ans pour 3,1 millions de livres sterling. Cela garantit à la fois l'avenir de la salle et permet d'utiliser l'argent nécessaire au loyer pour poursuivre le développement du programme artistique. Il y a deux bars et un restaurant au rez-de-chaussée inférieur, en dessous de l'auditorium principal.

## Premières représentations
La salle Bechstein ouvre ses portes le 31 mai 1901 avec un concert mettant en vedette le pianiste et compositeur virtuose Ferruccio Busoni et le violoniste Eugène Ysaÿe. À ses débuts, le Hall attire de grands musiciens comme Artur Schnabel, Peter Arnold (en), Pablo de Sarasate, Percy Grainger, Myra Hess, Arthur Rubinstein, Vladimir Rosing (en), Alexandre Ziloti, Camille Saint-Saëns, Jascha Spivakovsky (en) et Max Reger. Lors de son dernier récital, en 1976, Arthur Rubinstein exhorte le public à « continuer à revenir dans cette merveilleuse salle ».

## Coopération avec des artistes
Wigmore Hall connait un certain nombre de longues coopérations avec de nombreux grands artistes du XXe siècle, comme Elisabeth Schwarzkopf, Victoria de los Ángeles, Sergueï Prokofiev, Shura Cherkassky, Paul Hindemith, Andrés Segovia, Peter Pears, Benjamin Britten et Francis Poulenc.

### Benjamin Britten
Le Wigmore Hall entretient une relation particulièrement fructueuse avec Benjamin Britten, à la fois en tant que compositeur et interprète. Ses  Sérénade pour ténor, cor et cordes , le deuxième quatuor à cordes,  Les saints sonnets de John Donne  et  sept sonnets de Michel-Ange  sont créés dans la salle, tout comme des extraits de l'opéra  Peter Grimes  (avant sa première mondiale au Sadler's Wells Theatre en juin 1945).
Wigmore Hall commémore son association avec Benjamin Britten par une série de représentations et d'événements intitulés Avant la vie et après en novembre et décembre 2012. Ces concerts présentent des artistes tels que Alice Coote, Ann Murray, Mark Padmore, Gerald Finley, Julius Drake, Malcolm Martineau, Martyn Brabbins, Nash Ensemble et le Quatuor Takács, ces concerts sont donnés pour marquer le début d'une célébration internationale d'un an du 100e anniversaire de la naissance de Benjamin Britten.
La saison 2019-2020 du Wigmore Hall présente une série consacrée à Benjamin Britten et ses liens avec le lieu. Allan Clayton et James Baillieu commémorent la première représentation de  sept sonnets de Michel-Ange , donnée par Britten et son partenaire, le ténor Peter Pears, le 23 septembre 1942, aux côtés d'une liste de chanteurs supplémentaires dans d'autres œuvres de Benjamin Britten. Plus tard dans la saison, Wigmore Hall commémore sa naissance et sa mort.

## Directeur
Le directeur actuel de Wigmore Hall est John Gilhooly (en), un chanteur classique. Il rejoint Wigmore Hall en tant que PDG en 2000 et devient directeur artistique en 2005 à l'âge de 32 ans. Gilhooly maintient et élargit le répertoire de base de la salle de chansons classiques, de chambre et de musique ancienne, ainsi que de nouvelles initiatives pour attirer un public plus diversifié. Gilhooly présente les soirées Jazz, organisées par le pianiste de jazz américain Brad Mehldau. La musique du monde est également régulièrement présente et il y a une série de concerts de fin de soirée, qui ont attiré un certain nombre de nouveaux auditeurs plus jeunes.
Le précédent directeur artistique est Paul Kildea (en). Avant lui, William Lyne a été directeur pendant 37 ans de 1966 à 2003, période durant laquelle il présente des saisons thématiques, dont la première est la série Gabriel Fauré en 1979/80, avec des programmes ultérieurs consacrés à Robert Schumann, Henry Purcell, Bach, György Ligeti, Haydn, Shostakovich et Vaughan Williams.

## Diffusion et enregistrements
La qualité acoustique de la salle en fait un lieu idéal pour la diffusion et l'enregistrement,,.
BBC Radio 3 diffuse le concert de midi du Wigmore Hall tous les lundis pendant la saison, de septembre à juillet.
Un certain nombre de concerts du soir sont diffusés en direct ou enregistrés pour une transmission ultérieure, ou par les maisons de disques.

## Le labelWigmore Hall Live
Wigmore Hall publie des enregistrements de concerts d'artistes sur son propre label Wigmore Hall Live, recevant le prix spécial Label de l'année dans le cadre des Gramophone Awards 2011. Le label est entré dans les classements classiques avec un récital de Lorraine Hunt-Lieberson, qui a également été nommé pour un prix  Gramophone . De récents ajouts au catalogue comprennent des récitals du violoniste Maxime Venguerov, d'œuvres de Bach et Beethoven et le concert du baryton Roderick Williams (en), d'œuvres de Mahler, Korngold et Schumann, accompagné du pianiste allemand Helmut Deutsch.

## Les sessions duWigmore Hall Learning
Depuis 1994, le célèbre programme d'apprentissage de Wigmore Hall offre à des personnes de tous âges, de tous les horizons et de toutes les capacités la possibilité de participer à la création musicale, en engageant un public large et diversifié grâce à des projets créatifs innovants, des concerts, des ateliers et des ressources en ligne.
Wigmore Hall Learning collabore avec une gamme d'organisations communautaires, éducatives, artistiques, sanitaires et sociales, travaillant en partenariat pour engager des personnes qui n'auraient autrement pas la possibilité de participer.
Le programme comprend un travail avec les écoles, y compris des concerts, la formation des enseignants, des projets avec les écoles hospitalières et le programme innovant des écoles partenaires, dans lequel Wigmore Hall Learning travaille en partenariat avec les écoles et les Music Education Hubs pour coproduire une activité sur trois ans, créant ainsi un plan de créativité d'école pour la musique.
Les familles sont invitées au Wigmore Hall pour participer à des ateliers interactifs et des concerts pour les familles avec enfants, les enfants en bas âge et les enfants à partir de 5 ans.
Les partenariats communautaires comprennent Music for Life, le vaste programme de Wigmore Hall pour les personnes atteintes de démence et leurs familles, amis et soignants; des projets avec le Cardinal Hume Center, qui permettent aux gens d'acquérir les compétences dont ils ont besoin pour surmonter la pauvreté et une activité avec Solace Women's Aid, qui soutient les femmes et les enfants victimes de violence familiale.
Pathways est une gamme de programmes et d'événements qui fournit une plate-forme aux artistes émergents, soutenant la prochaine génération de musiciens et de chefs de file de la musique. Cela inclut les stagiaires Music Leaders, Royal Academy of Music / Wigmore Hall Fellowship Ensemble et RPS / Wigmore Hall Apprentice Composer, ainsi que Bechstein Sessions, une nouvelle série de performances informelles qui mettent en valeur les talents émergents.
En plus de la musique, il y a un programme d'événements, d'études, comprenant des conférences, des conférences-récitals, des masterclasses, des groupes d'étude et des Come and Sing days.
Chaque année, Wigmore Hall dirige environ 600 événements d'apprentissage, avec près de 30 000 participants au programme.